# 石川県の県道一覧
石川県の県道一覧（いしかわけんのけんどういちらん）は、石川県を通る県道の一覧である。

## 主要地方道

### 1 - 76
- 1 石川県道1号七尾輪島線
- 2 石川県道2号七尾羽咋線
- 3 石川県道3号田鶴浜堀松線
- 4 石川県道4号小松鶴来線
- 5 石川県道5号福井加賀線（福井県道と共通）
- 6 石川県道6号宇出津町野線
- 7 石川県道7号穴水門前線
- 8 石川県道8号松任宇ノ気線
- 9 （欠番）
- 10 石川県道10号金沢湯涌福光線（富山県道と共通）
- 11 石川県道11号小松山中線
- 12 石川県道12号蛸島港線
- 13 石川県道13号金沢停車場線
- 14 （欠番）
- 15 （欠番）
- 16 （欠番）
- 17 石川県道17号金沢港線
- 18 石川県道18号氷見田鶴浜線（富山県道と共通）
- 19 石川県道19号橋立港線
- 20 石川県道20号小松加賀線
- 21 （欠番）
- 22 石川県道22号金沢小松線
- 23 石川県道23号富来中島線
- 24 （欠番）
- 25 石川県道25号金沢美川小松線
- 26 石川県道26号珠洲穴水線
- 27 石川県道27号金沢井波線（富山県道と共通）
- 28 石川県道28号大谷狼煙飯田線
- 29 石川県道29号高岡羽咋線（富山県道と共通）
- 30 （欠番）
- 31 （欠番）
- 32 （欠番）
- 33 石川県道33号白山公園線
- 34 石川県道34号能都穴水線
- 35 石川県道35号能都内浦線
- 36 石川県道36号志賀富来線
- 37 石川県道37号輪島山田線
- 38 石川県道38号輪島浦上線
- 39 石川県道39号山中伊切線
- 40 石川県道40号珠洲里線
- 41 （欠番）
- 42 （欠番）
- 43 石川県道43号丸山加賀線
- 44 石川県道44号小松鳥越鶴来線
- 45 石川県道45号金沢鶴来線
- 46 石川県道46号志賀田鶴浜線
- 47 石川県道47号七尾能登島公園線
- 48 石川県道48号福浦港中島線
- 49 石川県道49号深谷中浜線
- 50 石川県道50号穴水剱地線
- 51 石川県道51号輪島富来線
- 52 石川県道52号折戸飯田線
- 53 石川県道53号岩間一里野線
- 54 石川県道54号寺畠小松線
- 55 石川県道55号小松辰口線
- 56 石川県道56号七塚宇ノ気線
- 57 石川県道57号内浦柳田線
- 58 石川県道58号鶴来美川インター線
- 59 石川県道59号高松津幡線
- 60 石川県道60号金沢田鶴浜線（のと里山海道）
- 61 石川県道61号加賀インター線
- 62 - 73（欠番）
- 74 石川県道74号小矢部津幡線（富山県道と共通）
- 75 石川県道75号押水福岡線（富山県道と共通）
- 76 石川県道76号氷見惣領志雄線（富山県道と共通）

## 一般県道

### 101 - 199
- 101 石川県道101号小松根上線
- 102 石川県道102号根上寺井線
- 103 石川県道103号鶴来水島美川線
- 104 石川県道104号松任美川線
- 105 石川県道105号松任鶴来線
- 106 石川県道106号野々市西金沢停車場線
- 107 石川県道107号新保矢田野線
- 108 （欠番）
- 109 石川県道109号阿手尾小屋線
- 110 （欠番）
- 111 石川県道111号大野八幡線
- 112 石川県道112号良川停車場線
- 113 石川県道113号穴水港穴水停車場線
- 114 石川県道114号小原土清水線
- 115 （欠番）
- 116 石川県道116号末吉七尾線
- 117 石川県道117号塩屋港線
- 118 石川県道118号大聖寺停車場線
- 119 石川県道119号寺井停車場線
- 120 石川県道120号白山別当出合線
- 121 石川県道121号鶴来停車場線
- 122 石川県道122号加賀笠間停車場線
- 123 石川県道123号東金沢停車場線
- 124 石川県道124号本津幡停車場線
- 125 （欠番）
- 126 石川県道126号宇野気停車場線
- 127 石川県道127号高松停車場線
- 128 石川県道128号敷浪停車場線
- 129 石川県道129号滝港線
- 130 （欠番：（旧）石川県道130号妙成寺線）
- 131 石川県道131号徳田停車場線
- 132 石川県道132号七尾港線
- 133 石川県道133号石崎港線
- 134 石川県道134号輪島港線
- 135 （欠番：（旧）石川県道135号輪島停車場線）
- 136 （欠番：（旧）石川県道136号能登市之瀬停車場線）
- 137 石川県道137号宇出津港線
- 138 石川県道138号飯田港線
- 139 （欠番）
- 140 石川県道140号上木中町線
- 141 石川県道141号熊坂今出線
- 142 石川県道142号荒木田原町線
- 143 石川県道143号深田片野下福田線
- 144 石川県道144号別所野町線
- 145 石川県道145号串加賀線
- 146 石川県道146号金沢停車場南線
- 147 石川県道147号片山津山代線
- 148 石川県道148号小塩潮津線
- 149 石川県道149号潮津串線
- 150 石川県道150号動橋山代線
- 151 石川県道151号水田丸黒瀬線
- 152 （欠番）
- 153 石川県道153号我谷今立塔尾線
- 154 石川県道154号滝ヶ原栄谷線
- 155 （欠番）
- 156 石川県道156号高塚粟津線
- 157 石川県道157号松任寺井線
- 158 石川県道158号日末村松線
- 159 石川県道159号金沢停車場北線
- 160 石川県道160号尾小屋尾小屋停車場線
- 161 石川県道161号大杉長谷線
- 162 石川県道162号高松内灘線
- 163 石川県道163号瀬領粟津線
- 164 （欠番：（旧）石川県道164号津波倉寺井線）
- 165 石川県道165号金平寺井線
- 166 （欠番）
- 167 石川県道167号布橋出合線
- 168 （欠番）
- 169 石川県道169号粟生小松線
- 170 石川県道170号西二口長田線
- 171 石川県道171号吉原寺井線
- 172 石川県道172号徳久粟生線
- 173 石川県道173号和気寺井線
- 174 石川県道174号安吉松任線
- 175 （欠番）
- 176 石川県道176号草深木呂場美川線
- 177 石川県道177号城山線
- 178 石川県道178号木滑釜清水線
- 179 石川県道179号野々市鶴来線
- 180 石川県道180号河合江津線
- 181 石川県道181号内尾口直海線
- 182 （欠番）
- 183 石川県道183号中町美川停車場線
- 184 石川県道184号松本木津線
- 185 石川県道185号徳光北安田線
- 186 石川県道186号倉部成線
- 187 石川県道187号八日市松任停車場線
- 188 石川県道188号三反田松任線
- 189 石川県道189号額谷三浦線
- 190 石川県道190号矢作松任線
- 191 （欠番）
- 192 石川県道192号河内藤瀬線
- 193 石川県道193号窪野々市線
- 194 石川県道194号宮永横川町線
- 195 石川県道195号倉部金沢線
- 196 石川県道196号上安原昭和町線
- 197 石川県道197号寺中西金沢線
- 198 石川県道198号畝田大野線
- 199 （欠番）

### 200 - 299
- 200 石川県道200号向粟崎安江町線
- 201 石川県道201号蚊爪森本停車場線
- 202 （欠番）
- 203 （欠番）
- 204（欠番：（旧） 石川県道204号八田金沢線）
- 205 石川県道205号八田南森本線
- 206 石川県道206号津幡宮島峡公園線（富山県道と共通）
- 207 石川県道207号倉谷土清水線
- 208（欠番：（旧） 石川県道208号野田上野町線）
- 209 石川県道209号芝原石引町線
- 210 石川県道210号清水小坂線
- 211 石川県道211号二俣古屋谷線
- 212 石川県道212号中尾津幡線
- 213 石川県道213号仮生堅田線
- 214 石川県道214号仮生末友線（富山県道と共通）
- 215 石川県道215号森本津幡線
- 216 石川県道216号南中条津幡停車場線
- 217 石川県道217号川尻津幡線
- 218 石川県道218号莇谷津幡線
- 219 石川県道219号興津刈安線
- 220 （欠番）
- 221 石川県道221号瓜生能瀬線
- 222 石川県道222号池田江崎線
- 223 石川県道223号種七窪線
- 224 （欠番）
- 225 石川県道225号木津横山停車場線
- 226 石川県道226号黒川横山線
- 227 石川県道227号八野高松線
- 228 （欠番）
- 229 石川県道229号宝達今浜線
- 230 石川県道230号小川宝達停車場線
- 231 石川県道231号向瀬杉野屋線
- 232 石川県道232号若部千里浜インター線
- 233 石川県道233号羽咋田鶴浜線
- 234 石川県道234号函屋酒井線
- 235 （欠番）
- 236 石川県道236号松木代田線
- 237 （欠番）
- 238 （欠番）
- 239 （欠番）
- 240 石川県道240号金丸金丸停車場線
- 241 （欠番）
- 242 石川県道242号久江鹿西線
- 243 （欠番）
- 244 石川県道244号七尾鹿島羽咋線
- 245 石川県道245号花園藤野線
- 246 石川県道246号庵鵜浦大田新線
- 247 （欠番）
- 248 石川県道248号和倉和倉停車場線
- 249 石川県道249号池崎徳田線
- 250 石川県道250号能登部停車場線
- 251 石川県道251号志賀鹿西線
- 252 石川県道252号瀬戸春木線
- 253 石川県道253号豊田笠師保停車場線
- 254 石川県道254号土川浜田線
- 255 石川県道255号長浦中島線
- 256 石川県道256号長浦小牧線
- 257 石川県道257号田尻祖母浦半浦線
- 258 石川県道258号野崎向田線
- 259 （欠番）
- 260 石川県道260号久川馬場線
- 261 （欠番）
- 262 石川県道262号大町穴水停車場線
- 263 石川県道263号桂谷川島線
- 264 石川県道264号小滝北川線
- 265 石川県道265号鹿磯港道下線
- 266 石川県道266号五十洲亀部田線
- 267 （欠番）
- 268 （欠番）
- 269 石川県道269号滝又三井線
- 270 （欠番）
- 271 石川県道271号漆原下出線
- 272 石川県道272号上黒丸大谷線
- 273 石川県道273号鮭尾比良線
- 274 （欠番）
- 275 石川県道275号与呂見藤波線
- 276 石川県道276号五十里深見線
- 277 石川県道277号柳田里線
- 278 石川県道278号金蔵川西線
- 279 石川県道279号大屋杉山線
- 280 石川県道280号若山上戸線
- 281 （欠番）
- 282 （欠番）
- 283 石川県道283号小木小木港線
- 284 石川県道284号小木時長線
- 285 石川県道285号高屋出田線
- 286 石川県道286号刈安安楽寺線（富山県道と共通）
- 287 石川県道287号粟津正院線
- 288 石川県道288号鈴ヶ嶺矢波線
- 289 石川県道289号百海七尾線
- 290 （欠番）
- 291 石川県道291号三日市松任線
- 292 石川県道292号加賀温泉停車場線
- 293（石川県道293号羽咋巌門自転車道線）
- 294（石川県道294号金沢小松自転車道線）
- 295（石川県道295号小松加賀自転車道線）
- 296 石川県道296号三木塩屋線
- 297 石川県道297号鍋谷寺畠線
- 298 石川県道298号七尾鳥屋線
- 299 石川県道299号近岡諸江線

### 300 - 305、325、326
- 300 石川県道300号氷見志雄線（富山県道と共通）
- 301 石川県道301号若葉台松木線
- 302（石川県道302号手取川自転車道線）
- 303 石川県道303号柏木穴水線
- 304 石川県道304号鹿西氷見線（富山県道と共通）
- 305 石川県道305号所司原神子原線
- 325 石川県道325号良川磯辺線（富山県道と共通）
- 326（石川県道326号金沢羽咋自転車道線）

## 独立専用自歩道
- 293 石川県道293号羽咋巌門自転車道線（羽咋健民自転車道）
- 294 石川県道294号金沢小松自転車道線（加賀海浜自転車道）
- 295 石川県道295号小松加賀自転車道線（小松加賀健民自転車道）
- 302 石川県道302号手取川自転車道線（手取キャニオンロード）
- 326 石川県道326号金沢羽咋自転車道線 (旧石川県道60号金沢田鶴浜線・能登海浜自転車道)

## 欠番となっている県道の表記などについて
石川県で、現在のように県の『道路現状調書』にある県道の「整理番号」を、標識や道路地図にある県道の「路線番号」とを一致させて、一般に広く周知するようになったのは、1995年（平成7年）4月1日以降である。
それ以前は「道路現状調書」では整理番号が割り振られていたものの、県道が国道に昇格したり廃止されたりしても、その番号が欠番にはならず、繰り上げて整理番号が割り振られていた。つまり、ある路線名に割り振られた整理番号がずっと同一だったわけではなく、変わることがしばしば起こった。
それゆえ、1995年ごろまでの石川県内では、都道府県道番号（118の2A）の標識自体が設置されている箇所は極めて少なく、かつ路線番号表示の箇所には番号ではなく路線名が書かれていた。
1995年（平成7年）4月1日以降に廃止等で欠番になった路線については番号が固定されているので「（欠番：（旧）石川県道○号○○△△線）」と表記し、廃止路線についてのリンクをしてある。